# バウネアーリオ・コンボリウー

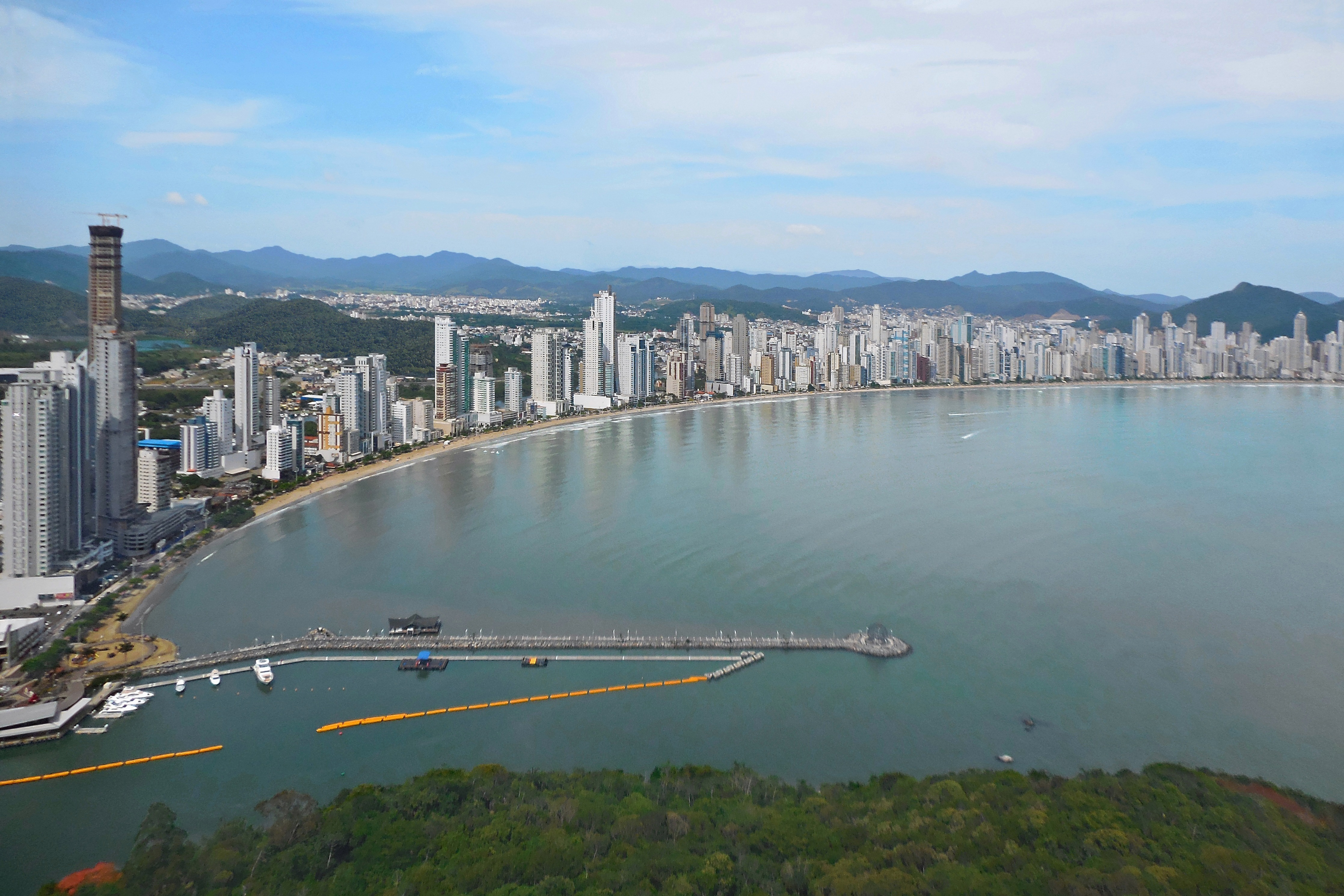
バウネアーリオ・コンボリウー

バウネアーリオ・コンボリウー（ポルトガル語: Balneário Camboriú [bawneˈaɾju kɐ̃boɾiˈu]）とはブラジルのサンタカタリーナ州にある都市。人口は14万5796人（2020年）。

## 概要
州都フロリアノーポリスの80km北に位置する。ブラジル有数のビーチリゾートとして知られ、丘陵地帯から大西洋を見下ろす風光明媚な都市である。また、同市にはケーブルカーがあり、ラランジェイラスビーチからセントラルビーチをつなぐ。観光客は、夏場だけで100万人を超える。
2012年、バウネアーリオ・コンボリウーは電子音楽の中心都市としてもフォーブス誌によって評価された。市内には2つの有名なクラブハウスがあり、一つが"Warung Crub"、もうひとつが"the Green Valley Crub"である。2012年にはthe Space B. Camboriúという有名なナイトクラブも開業した。市内には超高層のリゾートホテル、高級マンションが林立し、「ブラジルのドバイ」の異名を持つほど発展が著しく、海外からも多くの観光客が訪れる。
バウネアーリオ・コンボリウ－の市名の由来は誰もわかっていないが、市史によると「ロバロ（この地方で最もよくみられる魚種のひとつであるアカメ）でいっぱいの川」という意味だとされる。ラランジェイラス・ビーチには17世紀の海賊船を模した観光船が周遊しており、バウネアーリオ港を往復する。市内にはリオデジャネイロのキリスト像と同型のキリスト像（ラズのキリスト像）がシンボルにもなっており、夜間にはライトアップされる。また、パラグライダーも人気があり、およそ１キロにわたるビーチを滑空できる。市の西部にはコンボリウ－川があり、ケーブルカーからの眺望に優れる。